# LusoVU
A LusoVU é uma start-up portuguesa, fundada em 2013 como spin-off da LusoSpace. A LusoSpace é uma empresa especializada na indústria aeroespacial, fundada em 2002, especializada em componentes para satélites. Um dos seus clientes é a conhecida Agência Espacial Europeia.
A LusoVU desenha, desenvolve, integra e produz soluções de hardware e software de Realidade Aumentada, recorrendo ao conhecimento, competências e experiência adquirida no desenvolvimento de soluções de realidade aumentada para astronautas.

## Tecnologias
O Eyespeak é um sistema autónomo, desenhado especificamente para pessoas com extremas limitações de comunicação e mobilidade (por exemplo para doentes com ELA), que possibilita a comunicação através do olhar, em qualquer posição ou orientação da cabeça do utilizador, com uma interface de realidade aumentada por “eye-tracking”.
O produto foi desenvolvido com recurso a uma campanha de crowdfunding no Kickstarter lançada em junho de 2014. A campanha atingiu o objetivo a 15 de julho de 2014, com apoio angariado de 111% do valor solicitado.
Lisplay é um conceito tecnológico de Realidade Aumentada desenvolvido pela LusoVU que coloca um ecrã transparente em frente aos olhos dos utilizadores, tornando o dispositivo tão fino e leve como óculos normais, o que permite um campo de visão alargado comparativamente a outros dispositivos de Realidade Aumentada existentes.

## Reconhecimentos
O Eyespeak foi um dos nomeados para melhor hardware na conferência sobre Realidade Aumentada: Augmented World Expo – AWE, em 2015.

A start-up participou na edição 2016 da Web Summit, como vencedora da iniciativa “Road to Web Summit” que premiou 66 start-ups portuguesas, atribuindo-lhe um lugar de expositor na conferência.